# Stephen Bishop (musicien)
 (mars 2019).
Si vous disposez d'ouvrages ou d'articles de référence ou si vous connaissez des sites web de qualité traitant du thème abordé ici, merci de compléter l'article en donnant les références utiles à sa vérifiabilité et en les liant à la section « Notes et références ».
Pour les articles homonymes, voir Stephen Bishop et Bishop.
Stephen Bishop (né le 14 novembre 1951 à San Diego, Californie) est un chanteur, guitariste, compositeur et acteur américain.

## Biographie

### Carrière musicale
Stephen Bishop est né à San Diego, en Californie. Il eut un certain succès en 1977 avec la chanson On and On, qui fut le 11e single le plus vendu aux États-Unis. Ses autres succès sont Save It For a Rainy Day, Everybody needs Love, It Might Be You ainsi que la bande originale du film Tootsie.
Il composa plusieurs musiques de films, dont le thème du film American College dont il chante en falsetto et le film Le Plus Beau Cadeau du monde
Sa chanson Separate Lives du film Soleil de nuit, a été nommée pour les Oscars du cinéma en 1985, battue par Say You, Say Me du même film. Bishop écrivit aussi la chanson de sa rupture avec l'actrice Karen Allen, et est aussi dans le film American College.
En 1984, Bishop a aussi écrit le thème du film One Love (Unfaithfully Yours) qui est un remake d'Infidèlement vôtre. 
Il participe aussi aux musiques des films du remake d'Un million clé en main, The Heart Is So Willing et The Money Pit, avec Tom Hanks et Shelley Long.
En 1994, il sort au Japon l'album Blue Guitars, un album de très bonne facture où l'on peut remarquer les apparitions de Michael McDonald, David Crosby, Carnie & Wendy Wilson des Wilson Phillips, l'album est produit par Andrew Gold. Ce CD verra le jour deux après aux États-Unis avec des modifications par rapport au pressage japonais.
En 2007, il fait paraître Saudade, un album de reprises de ses propres chansons dans des versions bossa nova, avec la participation du guitariste Oscar Castro-Neves.
Un nouvel album serait en cours d'enregistrement avec les participations de David Paich du groupe Toto et également du célèbre bassiste Leland Sklar. Aucune date de sortie n'est confirmée à ce jour.

### Carrière cinématographique
Stephen Bishop a souvent eu de petits rôles dans plusieurs films. 
Dans American College, il obtient un caméo pour personnifier un chanteur folk en devenir dont la guitare est brisée par John Belushi. Bishop a gardé en souvenir la guitare brisée.
Dans un autre film de John Landis, The Blues Brothers, comme le « gentil policier » qui casse sa montre pendant les courses poursuites.
Il apparaît aussi dans Hamburger Film Sandwich de John Landis (1977).

## Discographie

### Albums studio
- 1976 : Careless
- 1978 : Bish
- 1980 : Red Cab to Manhattan
- 1980 : Sleeping With Girls (uniquement en Asie)
- 1989 : Bowling in Paris
- 1996 : Blue Guitars
- 2003 : Yardwork
- 2003 : Demo 1
- 2003 : Demo 2
- 2007 : Saudade alias Romance in Rio

### Compilations
- 1990 : Best of Bish
- 1994 : On and On: The Hits of Stephen Bishop
- 1997 : An Introduction to Stephen Bishop
- 2002 : Happy Bishmas

### Albumlive
- 2007 : Live at the Ventura Theater (uniquement au Japon)